# Nikołaj Abramow (piłkarz)
Nikołaj Abramow (ur. 5 stycznia 1950 w Kotielnikach, zm. 6 sierpnia 2005 w Moskwie) – radziecki piłkarz i trener, reprezentant kraju, grający na pozycji obrońcy. 

## Kariera piłkarska
Abramow urodził się w Kotielnikach. Swoją przygodę z futbolem rozpoczął w 1968 w klubie Spartak Moskwa. Rok później zadebiutował w drużynie seniorów. W swoim pierwszym sezonie rozegrał 19 spotkań, a Spartak zakończył rozgrywki mistrzostwem ZSRR. Dwa lata później Spartak zdobył z Abramowem w składzie Puchar ZSRR. Dotarł także do finału tych rozgrywek rok później, przegrywając mecz z Torpedo Moskwa. Przez 8 sezonów rozegrał 137 spotkań w barwach Spartaczi, w których zdobył jedną bramkę.
Od 1978 występował w Moskwicz Moskwa. W 1983 dołączył do Krasny Oktyabr Moskwa. W 1985 powrócił do klubu Moskwicz Moskwa, w którym w 1986 zakończył karierę piłkarską.
| Sezon | Klub                  | Kraj | Rozgrywki         | Mecze | Bramki |
| ----- | --------------------- | ---- | ----------------- | ----- | ------ |
| 1969  | Spartak Moskwa        | ZSRR | Wyższa liga ZSRR  | 19    | 0      |
| 1970  | Spartak Moskwa        | ZSRR | Wyższa liga ZSRR  | 31    | 1      |
| 1971  | Spartak Moskwa        | ZSRR | Wyższa liga ZSRR  | 30    | 0      |
| 1972  | Spartak Moskwa        | ZSRR | Wyższa liga ZSRR  | 27    | 0      |
| 1973  | Spartak Moskwa        | ZSRR | Wyższa liga ZSRR  | 9     | 0      |
| 1974  | Spartak Moskwa        | ZSRR | Wyższa liga ZSRR  | 0     | 0      |
| 1975  | Spartak Moskwa        | ZSRR | Wyższa liga ZSRR  | 9     | 0      |
| 1976  | Spartak Moskwa        | ZSRR | Wyższa liga ZSRR  | 12    | 0      |
| 1978  | Moskwicz Moskwa       | ZSRR | Wtoraja liga ZSRR | 25    | 3      |
| 1979  | Moskwicz Moskwa       | ZSRR | Wtoraja liga ZSRR | 24    | 3      |
| 1980  | Moskwicz Moskwa       | ZSRR | Wtoraja liga ZSRR | 28    | 3      |
| 1981  | Moskwicz Moskwa       | ZSRR | Wtoraja liga ZSRR | 0     | 0      |
| 1982  | Moskwicz Moskwa       | ZSRR | Wtoraja liga ZSRR | 0     | 0      |
| 1983  | Krasny Oktyabr Moskwa | ZSRR |                   |       |        |
| 1984  | Krasny Oktyabr Moskwa | ZSRR |                   |       |        |
| 1985  | Moskwicz Moskwa       | ZSRR |                   |       |        |
| 1986  | Moskwicz Moskwa       | ZSRR |                   |       |        |

## Kariera reprezentacyjna
Abramow w reprezentacji zadebiutował 13 maja 1972 w wygranym 3:0 spotkaniu z Jugosławią. 
Abramow znalazł się w zespole na Mistrzostwa Europy 1972. Drużyna ZSRR zdobyła srebrny medal po porażce w meczu finałowym z RFN. Całe mistrzostwa Abramow przesiedział na ławce rezerwowych.
Ostatni mecz w drużynie narodowej rozegrał 20 marca 1976. Przeciwnikiem była drużyna Argentyny, a spotkanie zakończyło się porażką Sbornej 0:1. Łącznie w latach 1972–1976 zagrał w 3 spotkaniach drużyny ZSRR.
| Mecze i gole w reprezentacji | Mecze i gole w reprezentacji | Mecze i gole w reprezentacji | Mecze i gole w reprezentacji | Mecze i gole w reprezentacji | Mecze i gole w reprezentacji | Mecze i gole w reprezentacji |
| #                            | Data                         | Miasto                       | Przeciwnik                   | Gol                          | Wynik                        | Rozgrywki                    |
| ---------------------------- | ---------------------------- | ---------------------------- | ---------------------------- | ---------------------------- | ---------------------------- | ---------------------------- |
| 1.                           | 13.05.1972                   | Moskwa                       | Jugosławia                   |                              | 3:0                          | El. ME 1972                  |
| 2.                           | 26.05.1972                   | Monachium                    | RFN                          |                              | 1:4                          | towarzyski                   |
| 3.                           | 20.03.1976                   | Kijów                        | Argentyna                    |                              | 0:1                          | towarzyski                   |

## Kariera trenerska
Jako grający trener w 1981 trenował klub Moskwicz Moskwa. Pracował także w latach 1982–1983 w zespole DYuSSh Neftianik Moskwa. 

## Sukcesy
ZSRR
- Mistrzostwa Europy (1): 1972 (2. miejsce)

Spartak Moskwa
- Mistrzostwo ZSRR (1): 1969
- Puchar ZSRR (1): 1971
- Finał Pucharu ZSRR (1): 1972